# Amstel Gold Race 1995
Amstel Gold Race 1995 a fost a 30-a ediție a cursei anuale de ciclism pe șosea Amstel Gold Race. Cursa a avut loc pe 22 aprilie 1995 (duminică) în provincia olandeză Limburg. Cursa s-a întins pe 256 km, începând din Heerlen și terminând în Maastricht. Au participat un număr total de 192 de concurenți, dintre care doar 56 au terminat cursa.

## Clasament final
| Loc | Ciclist                  | Timp       |
| --- | ------------------------ | ---------- |
| 1   | Mauro Gianetti (SUI)     | 6h 38' 52" |
| 2   | Davide Cassani (ITA)     | s.t.       |
| 3   | Beat Zberg (SUI)         | + 27"      |
| 4   | Olaf Ludwig (GER)        | + 27"      |
| 5   | Jesper Skibby (DEN)      | + 27"      |
| 6   | Alberto Elli (ITA)       | + 27"      |
| 7   | Johan Museeuw (BEL)      | + 27"      |
| 8   | Steven Rooks (NED)       | + 27"      |
| 9   | Gianluca Bortolami (ITA) | + 27"      |
| 10  | Michele Bartoli (ITA)    | + 27"      |